# 猿神
猿神是日本妖怪，有个著名的故事是“猿神退治”。

## 猿神退治
从前在日本有个村子，每年收庄稼时，都要用一个小女孩来祭祀山神，不然就会狂风大作，颗粒无收。有一次，一个僧人路过此村，看见家家户户都在捣饼，但看见一家什么也不做。僧人就过去看，只见一家人围着一个女孩在哭。于是僧人便询问缘故，那家人原来抽中了白羽箭，要把女儿供奉给山神。僧人说：“神是不会吃人的。让我代替她前去看看是什么东西吧。”于是僧人独自来到山林里。夜里听到有东西来，还伴有奇怪的歌声：“这事儿，那事儿，别声张，别给近长江的悉太郎知道！呜呼，呜呼，呜呼哀哉！”僧人听到这话，知道妖怪害怕悉太郎，于是下了山来寻找悉太郎。原来悉太郎是只小牛犊大小的斑犬。但祭祀时，僧人与悉太郎山上去找妖怪。夜里，那些妖怪又来了，原来是一群猴子，这时悉太郎飞扑而出，咬断了最大一狒狒的喉咙，僧人也拿刀来砍。从此以后村裡人再也不用担心祭祀人的事了。这就是著名的故事“猿神退治”。